# Agnieszka Holland

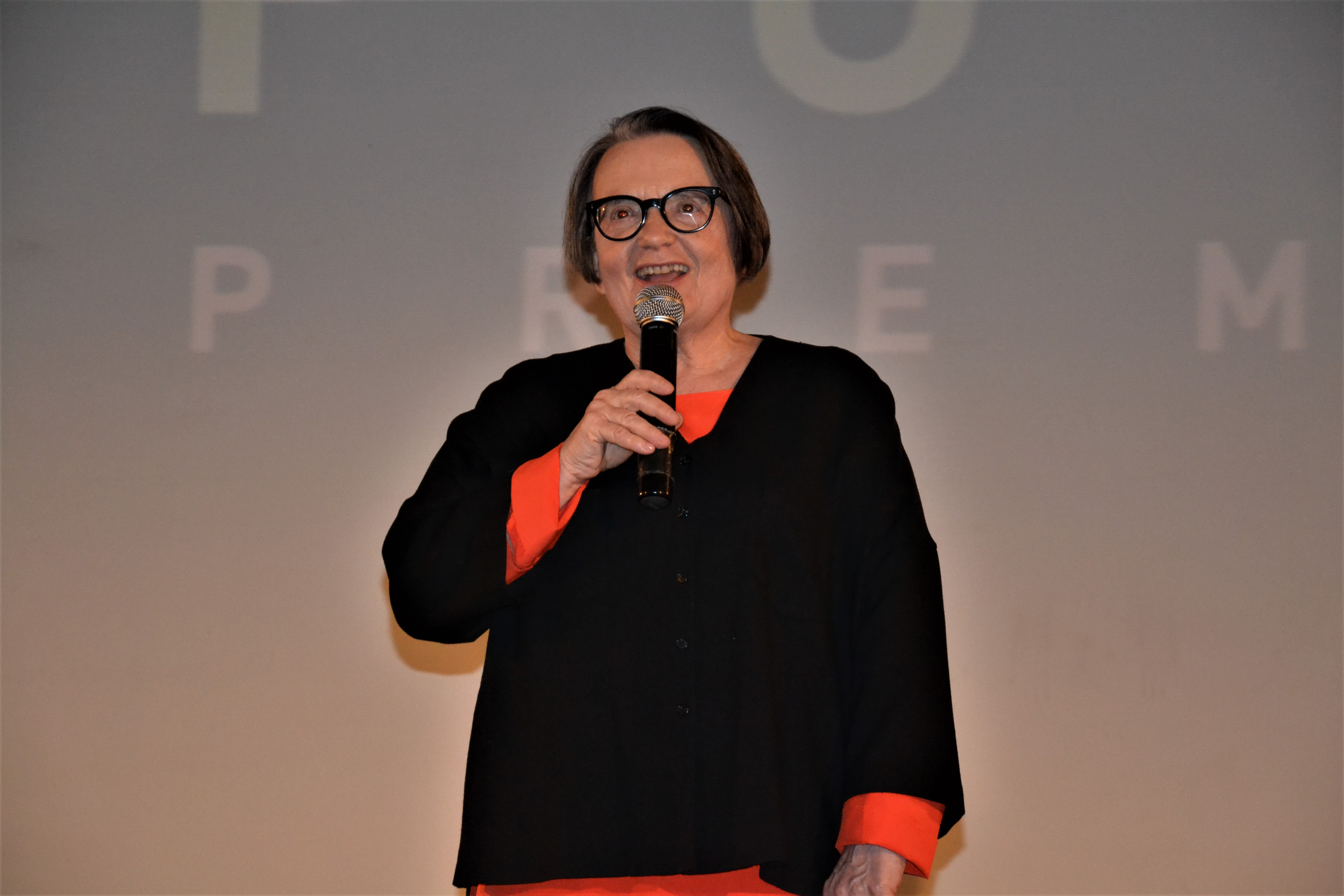
Agnieszka Holland.

Agnieszka Holland (Varsòvia, Polònia, 28 de novembre de 1948) és una directora de cinema i guionista polonesa. Reconeguda sobretot per la seva implicació política al cinema polonès, Holland és un dels cineastes més importants que té Polònia.

## Biografia
Agnieszka Holland és germana de la cineasta Magdalena Łazarkiewicz. El seu pare, Henryk Holland, va ser un sociòleg socialista i un publicista. El 1981 Agnieszka Holland va emigrar de Polònia cap a París, ciutat en la qual encara viu. Està casada amb l'eslovac Laco Adamik, de professió director de teatre i cinema. La filla del seu matrimoni, Katarzyna Adamik (nascuda el 1972) és així mateix directora de cinema.

## Carrera professional
Holland va fer els seus estudis de cinema a la FAMU de Praga, on es va graduar el 1971. Va començar la seva carrera com a assistent de director al costat de Krzysztof Zanussi i d'Andrzej Wajda, pel qual també va escriure alguns guions com Eine Liebe in Deutschland (Un amor a Alemanya), basat en la novel·la homònima de l'escriptor Rolf Hochhuth.
El seu primer èxit internacional com a directora li va arribar el 1985 amb la pel·lícula Bittere Ernte (Collita amarga), una producció alemanya amb l'actor Armin Mueller-Stahl en el paper principal que li va valer una nominació a l'Oscar a la millor pel·lícula de parla no anglesa.
La pel·lícula Europa Europa (1991), probablement la seva obra més coneguda, li va valer un Globus d'Or a la millor pel·lícula estrangera i una nominació a l'Oscar al millor guió adaptat. La pel·lícula, basada en la biografia de Solomon Perel, va aixecar una gran polèmica a Alemanya quan el jurat alemany encarregat de la selecció de les nominacions a l'Oscar a la millor pel·lícula de parla no anglesa es va negar a presentar la pel·lícula i va acusar d'antisemita al seu productor, Artur Brauner.
El 1993 Holland va fer el salt als EUA gràcies a Francis Ford Coppola, el qual va acceptar produir la seva pel·lícula Der geheime Garten (El secret del jardí). Des d'aleshores, Holland dirigeix pel·lícules als EUA, seleccionant actors americans però a vegades finançant el seu cinema amb capital europeu, com per exemple amb la pel·lícula The Healer.

## Filmografia
G = Guió, D = Direcció, A = Actriu
- 1977: Probeaufnahmen (Zdjecia probne) – (D, G)
- 1977: Der Weg einer Frau (Cos za cos) – (G, D)
- 1978: Christinas Abschied (Okruch lustra) (G)
- 1978: Provinzschauspieler (Aktorzy prowincjonalni) (D, G)
- 1978: Ohne Betäubung (Bez Znieczulenia) – Direcció: Andrzej Wajda – (G)
- 1981: Eine alleinstehende Frau (Kobieta samotna) (D, G)
- 1981: Die Bitternis der Liebe (Mezczyzna niepotrzebny) – (G)
- 1981: Fieber (Gorączka) - (G) - Primer premi al Festival de Cinema de Gdynia, Os de Plata al Festival Internacional de Cinema de Berlín de 1981 per la millor actriu.
- 1982: Interrogation (Przesluchanie) – Direcció: Ryszard Bugajski – (A)
- 1982: Danton (L'affaire Danton) – Direcció: Andrzej Wajda – (G)
- 1983: Eine Liebe in Deutschland (Un amour en Allemagne) – Direcció: Andrzej Wajda – (G)
- 1985: Bittere Ernte – (D, G)
- 1987: Anna – Direcció: Yurek Bogayevicz – (G)
- 1987: Die Dämonen (Les possèdes) – Direcció: Andrzej Wajda – (G)
- 1988: Conspiració per a un assassinat (To Kill a Priest) – (amb Christopher Lambert i Ed Harris) – (G, D)
- 1987/88: Die Freundin – Direcció: Jeanine Meerapfel – (G: col·laboradora)
- 1990: Europa Europa – (G, D)
- 1990: Korczak – Direcció: Andrzej Wajda, sobre les darreres setmanes del pedagog Janusz Korczak – (G)
- 1992: Olivier (Olivier, Olivier) (G, D)
- 1993: Tres colors: Blau (Trois couleurs: Bleu) – Direcció: Krzysztof Kieślowski – (G)
- 1993: Der geheime Garten (The secret garden) – (G) – segons la novel·la homònima de Frances Hodgson Burnett
- 1995: Perfect Crimes (R, 1. Episodi)
- 1995: Total Eclipse – Die Affäre von Rimbaud und Verlaine (Total Eclipse) – (D)
- 1997: Washington Square – (D) – Segons la novel·la de Henry James
- 1999: Das dritte Wunder (The Third Miracle) – (D)
- 2001: Schuss ins Herz (Shot in the heart) (D)
- 2002: Julia Walking Home (D, G)
- 2006: Copiant Beethoven (Copying Beethoven) (D)
- 2009: Janosik, Historia prawdziwa (G)
- 2011: Versteckt (G)
- 2019: Mr. Jones, sobre la fam d'Ucraïna en la dècada de 1930[1] (D)
- 2020: Charlatan